# National Provincial Championship Division 2 2004
La National Provincial Championship Division 2 2004 fue la vigésimo novena edición de la segunda división del principal torneo de rugby de Nueva Zelanda.

## Sistema de disputa
El torneo se disputa en formato todos contra todos a una sola ronda, los primeros cuatro clasificados al finalizar la fase regular clasifican a semifinales, los ganadores de estas clasifican a la final, el equipo que gana la final se corona campeón y disputa un playoff frente a un equipo de Primera División.
El último lugar desciende directamente a la Tercera División.

## Campeonato
Tabla de posiciones
| Pos. | Equipo           | Encuentros | Encuentros | Encuentros | Encuentros | Tantos | Tantos | Tantos | PB | PB | Puntos |
| Pos. | Equipo           | PJ         | PG         | PE         | PP         | F      | C      | Dif    | BO | BD | Puntos |
| ---- | ---------------- | ---------- | ---------- | ---------- | ---------- | ------ | ------ | ------ | -- | -- | ------ |
| 1.º  | Nelson Bays      | 8          | 7          | 1          | 0          | 270    | 145    | +125   | 6  | 0  | 36     |
| 2.º  | Hawke's Bay      | 8          | 7          | 0          | 1          | 383    | 127    | +256   | 6  | 1  | 35     |
| 3.º  | Counties Manukau | 8          | 6          | 1          | 1          | 301    | 215    | +86    | 5  | 0  | 31     |
| 4.º  | North Otago      | 8          | 5          | 0          | 3          | 335    | 245    | +90    | 5  | 1  | 26     |
| 5.º  | Marlborough      | 8          | 3          | 0          | 5          | 206    | 233    | -27    | 2  | 2  | 15     |
| 6.º  | Manawatu         | 8          | 3          | 0          | 5          | 187    | 219    | -37    | 2  | 0  | 14     |
| 7.º  | Wanganui         | 8          | 3          | 0          | 5          | 193    | 227    | -34    | 3  | 1  | 12     |
| 8.º  | East Coast       | 8          | 1          | 0          | 7          | 183    | 209    | -26    | 1  | 2  | 7      |
| 9.º  | Thames Valley    | 8          | 0          | 0          | 8          | 72     | 510    | -438   | 0  | 0  | 0      |

|  | Semifinalistas. |

### Semifinales
| 9 de octubre | Nelson Bays | 32 - 15 | North Otago |  |  |

| 10 de octubre | Hawke's Bay | 41 - 20 | Counties Manukau |  |  |

### Final
| 16 de octubre | Nelson Bays | 41 - 20 | Hawke's Bay |  |  |

| Bandera de Nueva Zelanda |
| Campeón Nelson Bays      |
| Primer título            |